# Get Your Shine On
«Get Your Shine On» es el tercer sencillo del cantante estadounidense Jesse McCartney, de su álbum debut Beautiful Soul.

## Información
La canción fue escrita por Jesse McCartney, Robbie Nevil y Matthew Gerrard y producida por este último. Fue lanzada el 5 de septiembre de 2005. El video musical oficial fue estrenado el 15 de agosto de 2005.

### Lista de canciones
CD Sencillo
1. «Get Your Shine On»
2. «She's No You» (Neptunes Remix)

## Posicionamiento
| Listas (2005)                          | Posición |
| -------------------------------------- | -------- |
| Australia Top Singles                  | 34       |
| Radio Disney                           | 8        |
| World Soundtracks / OST Top 20 Singles | 6        |